# Turdus hortulorum

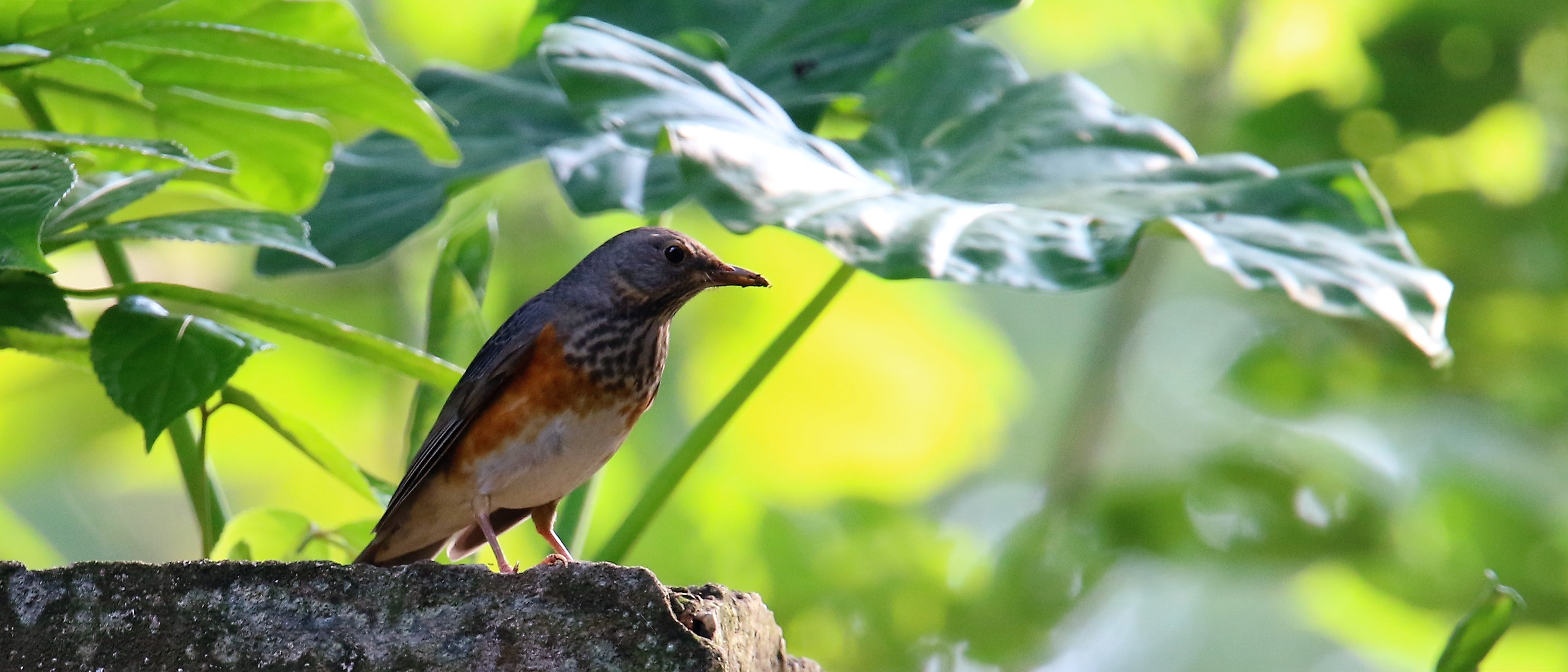
Turdus hortulorum

Turdus hortulorum là một loài chim trong họ Turdidae.

## Tham khảo

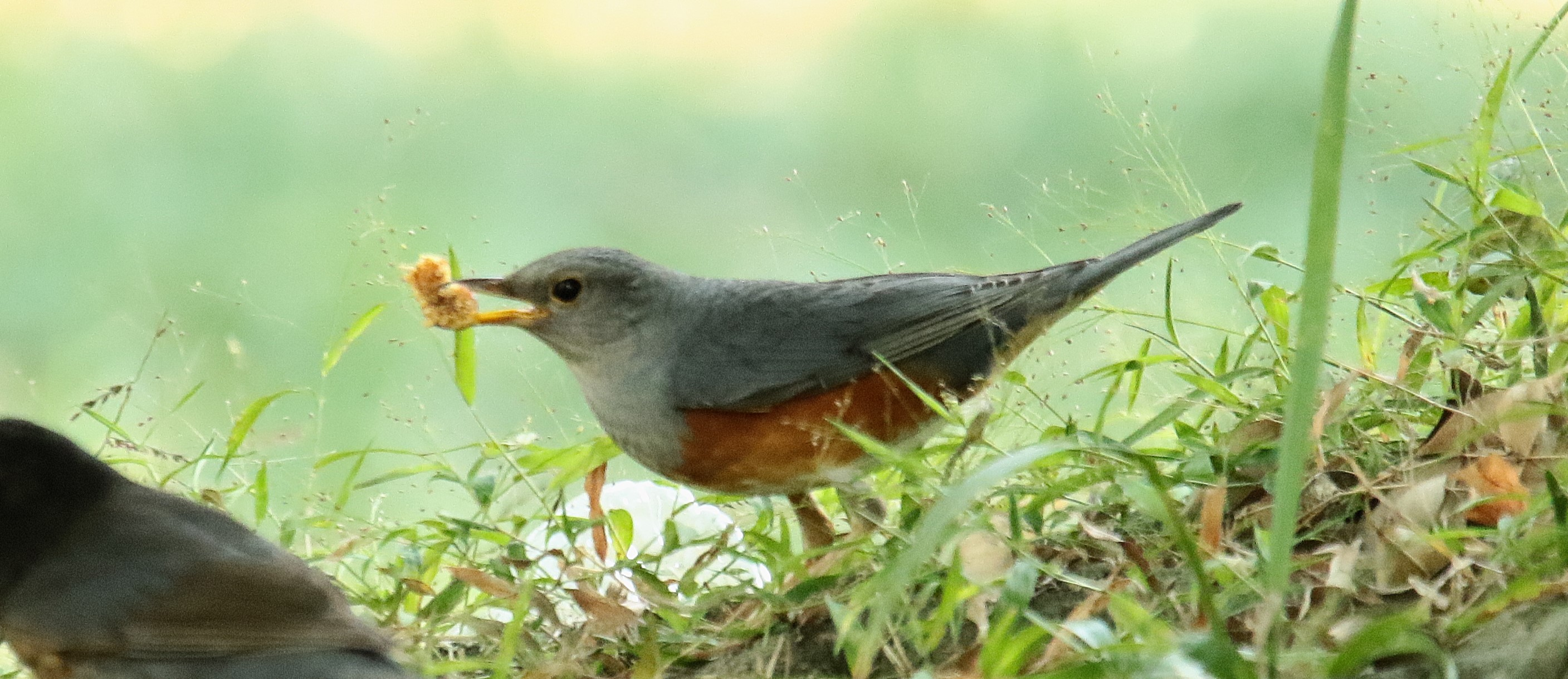
Turdus hortulorum (Male)